# Andrew Rubin
Pour les articles homonymes, voir Rubin.
Andrew Harold Rubin, né le 22 juin 1946 à New Bedford (Massachusetts) et mort le 5 octobre 2015 à Los Angeles (Californie, États-Unis) d'un cancer du poumon, est un acteur américain. 
Il est principalement connu pour son rôle de George Martin dans Police Academy. Il a également tenu un des rôles principaux de la série télévisée Hometown (en).